# Christus patiens

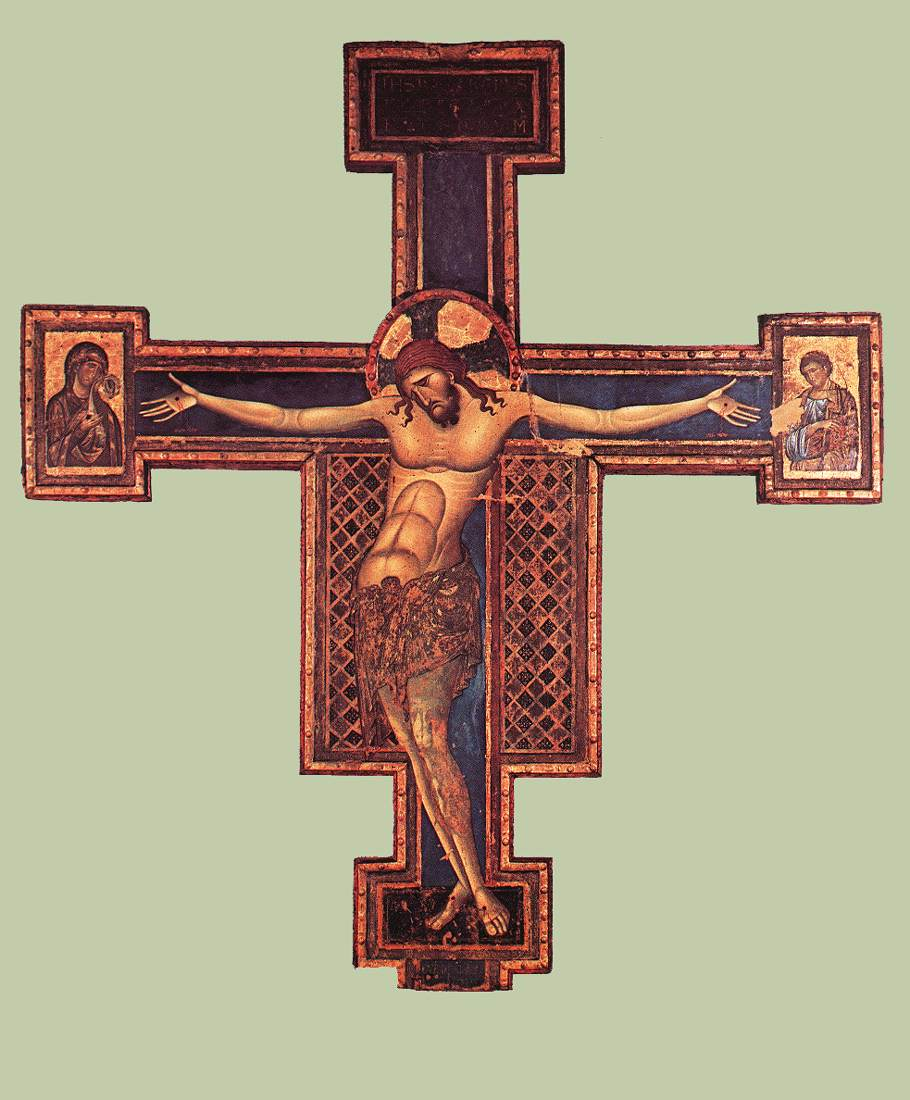
Exemple de Christus patiens.

Christus patiens (Christ douloureux) est un thème iconographique lié à la Crucifixion, caractérisé par son intensité dramatique.

## Description
Jésus est représenté mort sur la croix dans une attitude de souffrance. Ses yeux sont fermés, sa tête penchée et sans vie tournée vers un bras, son visage endolori. Son corps est inerte et il s'abandonne à son propre poids, le corps penché vers un côté de la croix et les genoux fléchis. Il a également des blessures aux mains, aux pieds et au côté. C'est un type de représentation qui visait à éveiller la compassion chez le spectateur, en augmentant son sens religieux et sa participation à la souffrance de la Passion. Il contraste avec l'ancien Christ triomphant (Christus triumphans).

## Histoire
C'est un thème déjà connu dans la culture byzantine, arrivée en Italie au XIIIe siècle grâce à de nombreux contacts avec la culture de l'Orient (par exemple, le commerce et l'arrivée d'œuvres d'art et d'artistes byzantins). Ce n'est pas un hasard si la première preuve de son utilisation sur le sol italien est l'œuvre d'un maître byzantin anonyme travaillant en Toscane, qui, vers 1210-1230, peint un Christ souffrant sur une croix de bois (la Croix peinte n° 20). Au cours du XIIIe siècle, il a progressivement remplacé celui, plus ancien, du « Christ triomphant » (en latin Christus triumphans) dans les croix peintes, par des artistes tels que Giunta Pisano et Cimabue. Cette nouveauté iconographique est très appréciée des Franciscains et des Dominicains, partisans de la valeur d'une religiosité affective et humanisée, qui en deviennent de fervents partisans à travers diverses commandes artistiques. Elle sera donc l'iconographie dominante dans les productions de la seconde moitié du XIIIe siècle et pratiquement la seule, à de très rares exceptions près, au XIVe siècle.